# Detektiv Conan – Der Magier mit den Silberschwingen
Detektiv Conan – Der Magier mit den Silberschwingen (jap. 名探偵コナン 銀翼の奇術師, Meitantei Konan: Gin’yoku no Majishan) ist ein japanischer Anime-Film aus dem Jahr 2004 und der achte Kinofilm zur Serie Detektiv Conan.
In Deutschland erschien der Film am 29. September 2008 bei Kazé Anime auf DVD. Die deutsche Erstausstrahlung fand am 21. und 24. Januar 2011 als Zweiteiler bei RTL II statt.

## Handlung
Zu Beginn des Films verfolgt Conan einen Wachmann auf ein Hausdach. Der Wachmann entpuppt sich als verkleideter Kaitō Kid und es beginnt ein Kampf, in dessen Verlauf Conan vom Dach stürzt.
Ein paar Tage zuvor kam die erfolgreiche Schauspielerin Juri in die Detektei Mōri. Sie hatte einen Brief erhalten, in dem Kaitō Kid ankündigt, ihren Saphir, den sie bei jeder Aufführung trägt, zu stehlen. Kogorō liest aus dem in einem Rätsel geschriebenen Brief heraus, dass Kaitō Kid bei der Aufführung zuschlagen will. Kogorō besucht mit Conan, Ran, Professor Agasa, Sonoko und den Detective Boys das Theater Sora, wo er sich mit Inspektor Megure auf der Bühne versteckt. Plötzlich taucht Kaitō Kid als Shin’ichi verkleidet auf und wird von Conan verfolgt. Es folgt die Szene auf dem Dach, in der Conan hinabstürzt, allerdings von Kaitō Kid gerettet wird. Auf einem Zug verfolgt Conan Kid weiter, doch diesem gelingt die Flucht.
Aus Dank, dass der Diebstahl verhindert wurde, lädt Juri Kogorō und alle anderen ein sie zu ihrem Ferienhaus in Hakodate zu begleiten. Am Flughafen Haneda treffen sie unter anderem auf den Regisseur, Juris Assistentin Natsuki, den Darsteller Shinjo (der eigentlich in Hakodate sein müsste) sowie auf Kogorōs Ex-Frau Eri, die von Ran unter falschem Vorwand auf die Reise gelockt wurde. Gemeinsam besteigen sie eine Boeing 747-400 der „Sky Japan“, um in der Business Class den Flug anzutreten. Kurz nach dem Start hat Juri körperlichen Kontakt mit mehreren Menschen, von denen einer ihr Zyankali einflößt. Juri stirbt qualvoll.
Conan gelingt es trotz einiger Schwierigkeiten, Natsuki als Mörderin zu enttarnen. Diese wollte kündigen, um sich selbstständig zu machen. Juri verhindert dies mehrmals, um sie als kleine, einfache Assistentin zu halten. Während alle den Schock verarbeiten, erinnert sich Conan, dass Juri auch Kontakt mit den Piloten hatte. In diesem Moment brechen beide Piloten durch den Kontakt mit dem Gift ebenfalls zusammen. Das Flugzeug gerät in einen Sturzflug, den Conan abfangen kann. Shinjo bietet an das Flugzeug mit dem Autopiloten zu landen, da er über Flugerfahrung verfüge. Conan soll ihm dabei im Cockpit assistieren und lässt das Oberdeck räumen. Conan erkennt, dass es sich um Kaitō Kid handelt und dass der echte Shinjo als Kaitō Kid verkleidet in Hakodate für eine Überraschung sorgen sollte. Dieser muss nun vor der Polizei flüchten, da diese ihn für Kid hält. Außerdem erklärt Kid, dass er das Interesse am Saphir verloren hat, da er durch einen Kuss herausgefunden hat, dass dieser nur aus Plastik ist. Der einzige Grund, weshalb er Conan im Cockpit behält, ist, dass er weiß, dass dieser in Wahrheit 17 ist.
Es gelingt beiden, das Flugzeug nach Hakodate zum Flughafen zu steuern. Kurz vor dem Aufsetzen wird das Flugzeug jedoch von einem Blitz getroffen, der den Autopiloten außer Betrieb setzt. Das außer Kontrolle geratene Flugzeug kann im letzten Moment von Kid abgefangen werden, rammt aber den Tower, wobei ein Triebwerk abgerissen wird und auf dem Flugfeld und der Landebahn einen Großbrand auslöst. Der Funk fällt aus und durch das fehlende Triebwerk verliert die Maschine Treibstoff. Conan bemerkt, dass das Crossfeed-Ventil geöffnet wurde und deshalb sehr viel Treibstoff auslief. Ohne Funk und mit Treibstoff für nur noch zehn Minuten suchen alle verzweifelt nach einem anderen Landeort, da die Landebahn in Hakodate zerstört wurde. Ayumi bringt Conan auf die Idee, es auf einem Pier zu versuchen.
Kid fliegt die Maschine nach Muroran, um dort auf dem Seiji-Pier notzulanden. Kurz vor der Ankunft entdecken sie, dass die Maschine nicht landen kann, da der Pier nicht beleuchtet ist. Kid gibt sich daraufhin zu erkennen und überlässt Ran und Sonoko das Steuer, bevor er aus dem Flugzeug springt. Während Ran und Sonoko im Cockpit sind, verstellt Conan seine Stimme, um Ran im Cockpit Mut zu machen. Derweil lockt Kid die Polizisten, die seinen Doppelgänger verfolgen, zum Pier. Inspektor Megure, der sich auf Geschäftsreise in Sapporo befand, stößt zufällig dazu. Die Lichter der Polizeiwagen beleuchten den Pier so weit, dass das Flugzeug landen kann.
Ran, die kurz zuvor Shin’ichi ihre Liebe gestanden hat, erkennt, dass Kaitō Kid genau das geplant hat. Es gelingt ihr die Maschine auf der viel zu kurzen Piste zu landen, wobei sie in einen Kran rast, aber niemand verletzt wird. Als Conan ihr gratulieren will, findet er beide Mädchen bewusstlos vor.
Nach dem Abspann ruft Conan als Shin’ichi nochmal bei Ran an, um zu fragen, wie es ihr geht. Diese glaubt, dass Kaitō Kid auch den Anruf im Flugzeug vorgetäuscht hat und ist sich sicher, dass ihr Liebesgeständnis niemals bei Shin’ichi ankam.

## Synchronisation
Die deutsche Synchronfassung wurde vom Berliner Synchronstudio TV+Synchron GmbH produziert. Das Dialogbuch wurde von Ulrike Lau geschrieben, welche ebenfalls die Synchronregie übernahm.
| Figur                                        | Japanischer Sprecher (Seiyū) | Deutscher Sprecher    |
| -------------------------------------------- | ---------------------------- | --------------------- |
| Conan Edogawa                                | Minami Takayama              | Tobias Müller         |
| Shin’ichi Kudō (Stimme / Kid in Verkleidung) | Kappei Yamaguchi             | Tobias Müller         |
| Ran Mōri                                     | Wakana Yamazaki              | Giuliana Jakobeit     |
| Kogorō Mōri                                  | Akira Kamiya                 | Jörg Hengstler        |
| Kaitō Kid                                    | Kappei Yamaguchi             | Julien Haggége        |
| Ai Haibara                                   | Megumi Hayashibara           | Andrea Kathrin Loewig |
| Ayumi Yoshida                                | Yukiko Iwai                  | Julia Meynen          |
| Mitsuhiko Tsuburaya                          | Ikue Ōtani                   | Fabian Hollwitz       |
| Genta Kojima                                 | Wataru Takagi                | Michael Iwannek       |
| Professor Hiroshi Agasa                      | Ken’ichi Ogata               | Rüdiger Evers         |
| Sonoko Suzuki                                | Naoko Matsui                 | Jill Böttcher         |
| Eri Kisaki                                   | Gara Takashima               | Sabine Winterfeldt    |
| Inspektor Jūzō Megure                        | Hirotaka Shimasawa           | Klaus-Dieter Klebsch  |
| Inspektor Ninzaburō Shiratori                | Kazuhiko Inoue               | Alexander Doering     |
| Inspektor Wataru Takagi                      | Wataru Takagi                | Karlo Hackenberger    |
| Inspektor Ginzō Nakamori                     | Unshō Ishizuka               | Olaf Reichmann        |
| Juri Maki                                    | Keiko Toda                   | Ghadah Al-Akel        |
| Masayo Yaguchi                               | Aya Hisakawa                 | Dascha Lehmann        |
| Natsuki Sakai                                | Kyōko Hikami                 | Kaya Marie Möller     |
| Tenko Tajima                                 | Saeko Shimazu                | Diana Borgwardt       |
| Bunjirō Narusawa                             | Katsuji Mori                 | Jesco Wirthgen        |
| Isao Shinjo                                  | Shin’ichirō Miki             | Markus Pfeiffer       |
| Tōru Ban                                     | Hidekatsu Shibata            | Stefan Staudinger     |
| Stewardess Chiaki Misawa                     | Kazue Ikura                  | Tanja Schmitz         |
| Stewardess Reiko Shindō                      | Yumi Hikita                  | Silvia Mißbach        |

## Rezeption
Die Mangaszene bewertet den Film als „schwach ausgefallen“ und einen der schlechtesten der Reihe. Nur für Fans von Kaito Kid sei er Pflicht. Der Film „hat seine guten Momente, aber etwas weniger Action und dafür mehr Knobelei hätte definitiv nicht geschadet“.